# Tanja Fehm
Tanja Natascha Fehm (* 23. April 1971 in Nürnberg) ist eine deutsche Gynäkologin und Geburtshelferin mit dem Tätigkeitsschwerpunkt Krebserkrankungen.

## Ausbildung und Werdegang
Von 1991 bis 1997 studierte Tanja Fehm Humanmedizin an der Friedrich-Alexander-Universität Erlangen-Nürnberg und machte ihren Abschluss mit dem 3. Staatsexamen und 1998 ihre Promotion. Von 1997 bis 1999 war sie als wissenschaftliche Mitarbeiterin und Ärztin im Praktikum an der Universitätsfrauenklinik Erlangen tätig, danach war sie bis 2001 Postdoctoral Research Fellow am Cancer Immunobiology Center, UT Southwestern Medical School in Dallas. Dort erhielt sie im Dezember 2001 eine Juniorprofessur im Forschungsgebiet Krebsimmuntherapie. 2002 kehrte sie als Assistenzärztin nach Erlangen zurück. Von 2002 bis 2005 absolvierte sie ihre Facharztausbildung zur Fachärztin für Gynäkologie und Geburtshilfe. 2005 habilitierte sie in Gynäkologischer Onkologie an der Eberhard Karls Universität Tübingen. Sie wurde im gleichen Jahr zur Oberärztin der Universitätsfrauenklinik Tübingen ernannt. 2007 dann erfolgte dort die Ernennung zur Außerordentlichen Professorin. 2006 und 2007 hatte sie Gastprofessuren in den U.S.A. zum Schwerpunktthema Brustkrebs. 2009–2012 war Fehm Leitende Oberärztin der Gynäkoonkologie in Tübingen, dabei erwarb sie die Zusatzbezeichnungen Palliativmedizin, Gynäkologische Onkologie und Spezielle Geburtshilfe und Perinatalmedizin. Weiter hatte sie Gastprofessuren in London und Puna.

## Wirken
Im Jahr 2013 erfolgte Fehms Ruf an die Universitätsfrauenklinik Düsseldorf mit einer Professur für Gynäkologie und Geburtshilfe, die Fehm bis heute ausübt. Seit 2013 ist sie zudem Direktorin der Einrichtung. 2022 wurde Fehm Sprecherin des Universitätstumorzentrums Düsseldorf (UTZ) im Centrum für Integrierte Onkologie (CIO) Aachen Bonn Köln Düsseldorf. Fehm ist Autorin von zahlreichen Fachbüchern sowie Fachbeiträgen und informiert in Medien über Erkrankungen und Therapien ihres Gebietes.
2024 wurde die Universitätsfrauenklinik Düsseldorf unter ihrer Leitung des Endometriose-Zentrums Teil eines Konsortiums, welches zusammen mit den Universitäten Duisburg-Essen, Münster und der Medizinischen Hochschule Hannover in einem vom Bundesministerium für Bildung und Forschung geförderten Projekt die Entstehung von Endometriose erforscht.

## Funktionen (Auswahl)
- 2012–2018 Vorsitzende Arbeitsgemeinschaft Gynäkologische Onkologie
- 2014–2018 Vorstandsmitglied Deutsche Gesellschaft für Gynäkologie und Geburtshilfe
- seit 2016 Vorstandsmitglied Düsseldorfer School of Oncology für medizinische und naturwissenschaftliche Doktoranden im Bereich der onkologischen Forschung der Universitätsklinik Düsseldorf
- seit 2016 Mitglied der Kommission Klinische Studien der Deutschen Forschungsgemeinschaft
- seit 2017 Mitarbeit in Konsortien der Deutschen Krebshilfe

## Ehrungen und Auszeichnungen
- 2005 & 2007 Hochschullehrerpreis im Bereich Gynäkologische Onkologie der Deutschsprechenden Hochschullehrer in der Gynäkologie und Geburtshilfe
- 2009 Busenfreund 2009, Wissenschaftspreis der größten deutschen Brustkrebs-Patientinnen-Initiative mamazone - Frauen und Forschung gegen Brustkrebs e. V.[7]
- 2014 Aufnahme in die American Society of Pelvic Surgeons
- 2014 Gunther-Bastert-Innovationspreis der Deutschen Gesellschaft für Gynäkologie und Geburtshilfe[8]
- 2020 Jury-Mitglied für die Verleihung des Galenus-von-Pergamon-Preises[9]
- 2020 Aufnahme in die Deutsche Akademie der Naturforscher Leopoldina[10]
- 2024 Preis der Klüh Stiftung zur Förderung der Innovation in Wissenschaft und Forschung[11]

## Werke (nur Herausgeberschaft)
- 2014 „Knochenmetastasen: Pathophysiologie, Diagnostik und Therapie“, Springer Verlag, Berlin Heidelberg, ISBN 978-3-662-43470-3
- 2017 „Fertilitätserhalt in der Gynäkoonkologie“, Walter de Gruyter Verlag, Berlin, ISBN 978-3-11-042517-8
- 2020 „Gynäkologie Differenzialdiagnostik und Differenzialtherapie: klug entscheiden - gut behandeln“, Urban & Fischer Verlag, München, ISBN 978-3-437-22141-5
- 2021 „Referenz Gynäkologie“, Georg Thieme Verlag, Stuttgart, ISBN 978-3-13-240257-7
- 2021 „Facharztwissen Gynäkologie“, Elsevier, Urban & Fischer Verlag, München, ISBN 978-3-437-23917-5
- 2022 „Checkliste Gynäkologie“, Georg Thieme Verlag, Stuttgart, ISBN 978-3-13-244685-4
- 2022 „Blickdiagnosen Gynäkologie Geburtshilfe“, Elsevier, Urban & Fischer Verlag, München, ISBN 978-3-437-23805-5